# Род (общност)
Вижте пояснителната страница за други значения на Род.
Род e група от хора, свързани помежду си с кръвна или брачна връзка.
Те се наричат роднини и са потомци на общ родоначалник, независимо дали носят неговото фамилно име или не. Термини, свързани с рода, са поколение, степен, линия (възходяща и низходяща) и коляно.
Връзката между двама представители на рода, свързани посредством раждане, е степен. Степен, от която произлизат 2 или повече линии, се нарича коляно.
Линията означава поколенията.
Низходяща линия: даден индивид, неговият син, внук, правнук: синът е първата степен, внукът – втората, и така нататък.
Възходяща линия: даден индивид, неговият баща, дядо, прадядо: бащата е първата степен, дядото – втората, и така нататък.